# Saucrobotys
Saucrobotys és un gènere d'arnes de la família Crambidae.

## Taxonomia
- Saucrobotys fumoferalis (Hulst, 1886)
- Saucrobotys futilalis (Lederer, 1863)